# Kate Darling
Kate Darling est une chercheuse spécialisée en intelligence artificielle.
Dans The New Breed, elle propose de cesser des considérer les robots comme des humains et de plutôt les considérer comme des animaux domestiques.

## Publications
- 2021 : The New Breed : How to Think About Robots Penguin Books